# Éditions Van Halewyck
Les éditions Van Halewyck (en néerlandais : Uitgeverij Van Halewyck) sont une maison d'édition belge qui fait partie des éditions Pelckmans depuis 2016. 
Van Halewyck publie en Flandre et aux Pays-Bas des livres pour les jeunes, des romans, des livres de cuisine et de bricolage, d'histoire, de philosophie et de politique.    

## Histoire
La maison d'édition a été fondée en 1995 par André Van Halewyck. Avant cela, il était actif depuis la fin des années 1970 avec le magazine Kritak (Critical Action), que lui et Rik Coolsaet avaient transformé en maison d'édition en novembre 1976. Kritak a été repris par la maison d'édition néerlandaise Meulenhoff en 1985. Cela a également repris la maison belge Manteau en 1993, et a essayé de fusionner cela avec Kritak. Cela a rencontré une résistance et Van Halewyck a tenté, entre autres, de racheter Kritak. En raison de ces tensions, Van Halewyck a été licencié avec effet immédiat, ce pour quoi Meulenhoff a été jugé coupable au tribunal des années plus tard.  